# Мікеле Чекколі
Мікеле Чекколі (італ. Michele Ceccoli, 4 грудня 1973, Рим) — санмаринський футболіст. Виступав за санмаринські клуби «Лібертас» та «Тре Фйорі», а також національну збірну Сан-Марино.